# Blayre Turnbull
Blayre Turnbull (née le 15 juillet 1993 à Stellarton, dans la province de la Nouvelle-Écosse) est une joueuse canadienne de hockey sur glace. Elle évolue au poste d'attaquante dans la ligue élite féminine professionnelle. Elle remporte une médaille d'argent aux Jeux olympiques de Pyeongchang en 2018 et une médaille d'or aux Jeux de Pékin en 2022. Elle représente également le Canada à plusieurs championnats du monde remportant deux médailles d'or, trois médailles d'argent et une de bronze.
Elle remporte la Coupe Clarkson avec l'Inferno de Calgary en 2016 et 2019.

## Biographie
Faisant partie des hockeyeuses boycottant la saison 2019-2020 à la suite de la fermeture de l'unique ligue canadienne, elle ne joue pas mais est sélectionnée par la NHL pour le 65e match des étoiles dans l'épreuve du match féminine élite 3 contre 3. En 2020 et 2021 elle joue des matchs avec la Professional Women's Hockey Players Association (PWHPA), organisation ayant pour but de former une ligue professionnelle féminine mais dont la progression a été ralentie par la pandémie de Covid-19.

## Statistiques

### En club
| Saison      | Équipe               | Ligue       |     | Saison régulière | Saison régulière | Saison régulière | Saison régulière | Saison régulière |   | Séries éliminatoires | Séries éliminatoires | Séries éliminatoires | Séries éliminatoires | Séries éliminatoires |
| Saison      | Équipe               | Ligue       | PJ  | B                | A                | Pts              | Pun              | PJ               | B | A                    | Pts                  | Pun                  |                      |                      |
| 2011-2012   | Badgers du Wisconsin | NCAA        | 34  | 7                | 7                | 14               | 14               | -                | - | -                    | -                    | -                    |                      |                      |
| 2012-2013   | Badgers du Wisconsin | NCAA        | 35  | 3                | 5                | 8                | 18               | -                | - | -                    | -                    | -                    |                      |                      |
| 2013-2014   | Badgers du Wisconsin | NCAA        | 38  | 18               | 22               | 40               | 12               | -                | - | -                    | -                    | -                    |                      |                      |
| 2014-2015   | Badgers du Wisconsin | NCAA        | 36  | 15               | 21               | 36               | 18               | -                | - | -                    | -                    | -                    |                      |                      |
| 2015-2016   | Inferno de Calgary   | LCHF        | 22  | 7                | 9                | 16               | 16               | 3                | 3 | 2                    | 5                    | 0                    |                      |                      |
| 2016-2017   | Inferno de Calgary   | LCHF        | 22  | 9                | 9                | 18               | 12               | -                | - | -                    | -                    | -                    |                      |                      |
| 2017-2018   | Canada               | AMHL        | 15  | 2                | 6                | 8                | 4                | -                | - | -                    | -                    | -                    |                      |                      |
| 2017-2018   | Inferno de Calgary   | LCHF        | 4   | 0                | 0                | 0                | 4                | 3                | 1 | 0                    | 1                    | 0                    |                      |                      |
| 2018-2019   | Inferno de Calgary   | LCHF        | 25  | 12               | 9                | 21               | 24               | 4                | 1 | 2                    | 3                    | 4                    |                      |                      |
| Totaux NCAA | Totaux NCAA          | Totaux NCAA | 143 | 43               | 55               | 98               | 62               |                  |   |                      |                      |                      |                      |                      |
| Totaux LCHF | Totaux LCHF          | Totaux LCHF | 73  | 28               | 27               | 55               | 56               | 10               | 5 | 4                    | 9                    | 4                    |                      |                      |

### En équipe nationale
| Année | Équipe | Compétition          |   | PJ | B | A | Pts | Pun | +/-                |  | Résultat |
| 2016  | Canada | Championnat du monde | 5 | 1  | 2 | 3 | 2   | +1  | Médaille d'argent  |  |          |
| 2017  | Canada | Championnat du monde | 5 | 1  | 0 | 1 | 2   | 0   | Médaille d'argent  |  |          |
| 2018  | Canada | Jeux olympiques      | 5 | 0  | 3 | 3 | 0   | 1   | Médaille d'argent  |  |          |
| 2019  | Canada | Championnat du monde | 6 | 4  | 0 | 4 | 0   | +4  | Médaille de bronze |  |          |
| 2021  | Canada | Championnat du monde | 7 | 0  | 1 | 1 | 8   | +5  | Médaille d'or      |  |          |
| 2022  | Canada | Jeux olympiques      | 7 | 4  | 3 | 7 | 8   | +11 | Médaille d'or      |  |          |
| 2022  | Canada | Championnat du monde | 7 | 3  | 2 | 5 | 6   | +6  | Médaille d'or      |  |          |
| 2023  | Canada | Championnat du monde | 7 | 2  | 4 | 6 | 6   | 0   | Médaille d'argent  |  |          |

## Trophées et honneurs personnels

### Ligue professionnelle de hockey féminin
- 2024 : participe au Match des étoiles de la LPHF